# Vallesià
El Vallesià és una unitat estratigràfica situada entre 11,6-9,0 Ma dins del Miocè que concreta una edat dels mamífers europeus. Precedeix el Turolià i és continuat per l'Astaracià. El Turolià s'encavalca amb el Tortonià i el Messinià. Es caracteritza per associar l'èquid Hipparion amb els mamífers similars als del Miocè mitjà. El seu nom fa referència a la conca del Vallès-Penedès.
El terme fou proposat i en el temps acceptat per Miquel Crusafont i Jaume Truyols després de descobrir la singularitat històrica, i no biogeogràfica, de la presència de mamífers acompanyats dels èquids Hipparion.